# Реакция Мейера
Реа́кция Ме́йера — химическая реакция получения алифатических нитросоединений из алкилгалогенидов и нитрита серебра.
Данная реакция была открыта немецким химиком Виктором Мейером в 1872 году.

## Механизм реакции
Реакция протекает по уравнению
{\displaystyle {\mathsf {RX+AgNO_{2}\rightarrow RNO_{2}+AgX\downarrow }}}
где RX — алкилиодиды, алкилбромиды и реже — алкилхлориды.
Реакцию проводят в абсолютном диэтиловом эфире, иногда в петролейном эфире, ацетонитриле при температурах 0-20 °C с максимальным выходом до 80 % для первичных неразветвлённых и имеющих заместители в β-положении алкилгалогенидов. При наличии заместителей в α-положении (в том числе вторичных и третичных алкилгалогенидов) выход нитроалканов резко снижается вплоть до нулевого.
Дигалогениды в тех же условиях дают динитроалканы:
{\displaystyle {\mathsf {I{\text{-}}CH_{2}CH_{2}CH_{2}CH_{2}{\text{-}}I{\xrightarrow[{}]{AgNO_{2}}}O_{2}N{\text{-}}CH_{2}CH_{2}CH_{2}CH_{2}{\text{-}}NO_{2}}}}
Побочными продуктами реакции являются алкилнитриты и алкилнитраты.
Модификация Корнблюма данной реакции — это реакция вторичных алкилгалогенидов с нитритом калия или нитритом натрия в растворах диметилсульфоксида или диметилформамида, которая позволяет синтезировать вторичные нитроалканы с выходом до 55-65 %. Проведение реакции алкилгалогенидов и бензилгалогенидов с нитритом натрия в ацетонитриле в присутствии 18-краун-6 позволяет получать нитроалканы с выходом 65-70 %.